# A Dying Machine
A Dying Machine es el cuarto álbum de la banda de heavy metal estadounidense Tremonti. Fue lanzado el 8 de junio de 2018 a través de Napalm Records. El disco fue producido por Michael "Elvis" Baskette, quien produjo los últimos tres discos de Tremonti y también produjo los discos de Alter Bridge. El álbum está acompañado por una novela de larga duración con el mismo nombre escrita por Mark Tremonti y John Shirley, uniendo los cabos sueltos de la trama del álbum.

## Lista de canciones
Todas las canciones escritas y compuestas por Tremonti. 
| N.º | Título                        | Duración |  |
| 1.  | «Bringer of War»              | 4:53     |  |
| 2.  | «From the Sky»                | 3:42     |  |
| 3.  | «A Dying Machine»             | 6:19     |  |
| 4.  | «Trust»                       | 4:39     |  |
| 5.  | «Throw Them to the Lions»     | 3:20     |  |
| 6.  | «Make It Hurt»                | 4:12     |  |
| 7.  | «Traipse»                     | 4:23     |  |
| 8.  | «The First the Last»          | 4:41     |  |
| 9.  | «A Lot Like Sin»              | 4:32     |  |
| 10. | «The Day When Legions Burned» | 3:09     |  |
| 11. | «As the Silence Becomes Me»   | 5:17     |  |
| 12. | «Take You with Me»            | 4:20     |  |
| 13. | «Desolation»                  | 4:29     |  |
| 14. | «Found» (instrumental)        | 3:57     |  |

| Edición de lujo |                         |          |  |
| N.º             | Título                  | Duración |  |
| 15.             | «Now or Never»          | 3:47     |  |
| 16.             | «Desolation» (acústico) | 4:25     |  |

## Créditos

### Músicos
- Mark Tremonti - Voz principal, guitarra solista
- Eric Friedman - Guitarra rítmica, coros.
- Garrett Whitlock - Batería

### Producción
- Michael "Elvis" Baskette - Producción